# Piegaro
Piegaro település Olaszországban, Umbria régióban, Perugia megyében. Lakosainak száma 3395 fő (2023. január 1.). Piegaro Marsciano, Monteleone d’Orvieto, Paciano, Perugia, Città della Pieve, Panicale, San Venanzo és Montegabbione községekkel határos.

## Népesség
A település lakossága az elmúlt években az alábbi módon változott:
| Lakosok száma | 3635 | 3574 | 3395 |
|               | 2017 | 2018 | 2023 |